# NGC 1377
NGC 1377 је лентикуларна галаксија у сазвежђу Еридан која се налази на NGC листи објеката дубоког неба.
Деклинација објекта је - 20° 54' 5" а ректасцензија 3h 36m 39,0s. Привидна величина (магнитуда) објекта NGC 1377 износи 12,4 а фотографска магнитуда 13,4. NGC 1377 је још познат и под ознакама ESO 548-51, MCG -4-9-33, IRAS 03344-2103, PGC 13324.